# Udsigelse
Udsigelse er et begreb, der især anvendes inden for sprogvidenskab og litteraturvidenskab. Det er centralt i flere uddannelsesinstitutioners faglige mål. Udsigelse knytter sig til det sagte i en talesituation eller det skrevne i en given tekst. Det er et væsentligt analytisk værktøj, der kan fremhæve sprogstilistiske scenarier, der ellers kan være svære at bemærke og beskrive. Emile Benveniste var den første, der for alvor fremstillede en teoretisk gennemgang af den litterære udsigelse, men begrebets nuancer kan variere.

## Benvenistes udsigelse
Benveniste introducerer udsigelse for første gang i sit værk Problems in General Linguistics fra 1966. Ifølge Benveniste opstår en udsigelsessituation, når der findes et subjekt: et 'jeg', som (ud)siger noget til et 'du' eller et 'dig': ”Language is possible only because each speaker sets himself up as a subject by referring to himself as I in his discourse. Because of this, I posits another person, the one who, being, as he is, completely exterior to “me”, becomes my echo to whom I say you and who says you to me" Hos Benveniste skal denne jeg/dig-struktur forekomme eksplicit, for at et udsagn kan have udsigelse.

Man kan altså bruge udsigelsesbegrebet, når man vil undersøge en situation, hvor noget bliver (ud)sagt. Man kan fx. undersøge hvem det er der taler, og til hvem der bliver talt til. Man kan undersøge hvad det er, der siges, og på hvilken måde det bliver sagt. I en litteraturteoretisk sammenhæng vil man fx. kunne kigge på fortællerforholdet, og undersøge fortællerens fokalisering (synsvinkel). Er det fx. en jeg-fortæller med en indre fokalisering eller er det en 3. persons-fortæller med en nul-forkalisering (også kaldet en alvidende fortæller)? Det giver mening at undersøge disse fortællermæssige forhold, da de alle sammen har en betydning for hvad der fortælles - og dermed hvordan man kan forstå en given tekst.

### Deiksis
Deiksis er et andet begreb, som Benveniste etablerer i sin udsigelsesteori. Det er et underbegreb, der fortæller og afslører udsigelsessituationens ”rum”. Både det fysiske og det tidslige rum. Deiksis etableres eksempelvis af adverbier og adjektiver: "These other classes are the indicators of deixis, the demonstratives, adverbs, and adjectives, which organize the spatial and temporal relationships around the “subject” taken as referent: “this, here, now”, and their numerous correlatives, “that, yesterday, last year" 
Ved hjælp af deiksisen kan man i en udsigelsessituation fastlægge et temporalt og fysisk-rumligt aspekt.
Et eksempel fra en dagligdagssituation kunne være "vil du være sød at lukke det der vindue når solen går ned?". 'Det der' henviser til ét bestemt vindue, som er afhængig at udsigelsespositionens sted, og 'når solen går ned' henviser til et bestemt tidspunkt, som har en bestemt betydning alt efter hvornår på dagen sætningen ytres. Det er altså konteksten der bestemmer, hvad det er for et vindue der tales om, og hvor lang tid der går, før at vinduet skal lukkes. Sætningen får altså en bestemt betydning af den kontekst den ytres i.

## Dansk litteratur om udsigelse
I Danmark har især Gorm Larsen bidraget til den videre fortolkning af udsigelsesbegrebet.